# Ophiogomphus reductus
Ophiogomphus reductus is een echte libel (Anisoptera) uit de familie van de rombouten (Gomphidae).
De wetenschappelijke naam van de soort werd in 1898 gepubliceerd door Philip Powell Calvert.

## Synoniemen
- Ophiogomphus caudoforcipus Yousuf & Yunus, 1977